# Computer-aided design
Ez a szócikk a tervezési munkafolyamatról szól. A CAD rövidítés egyben a Kanadai dollár valutakódja.

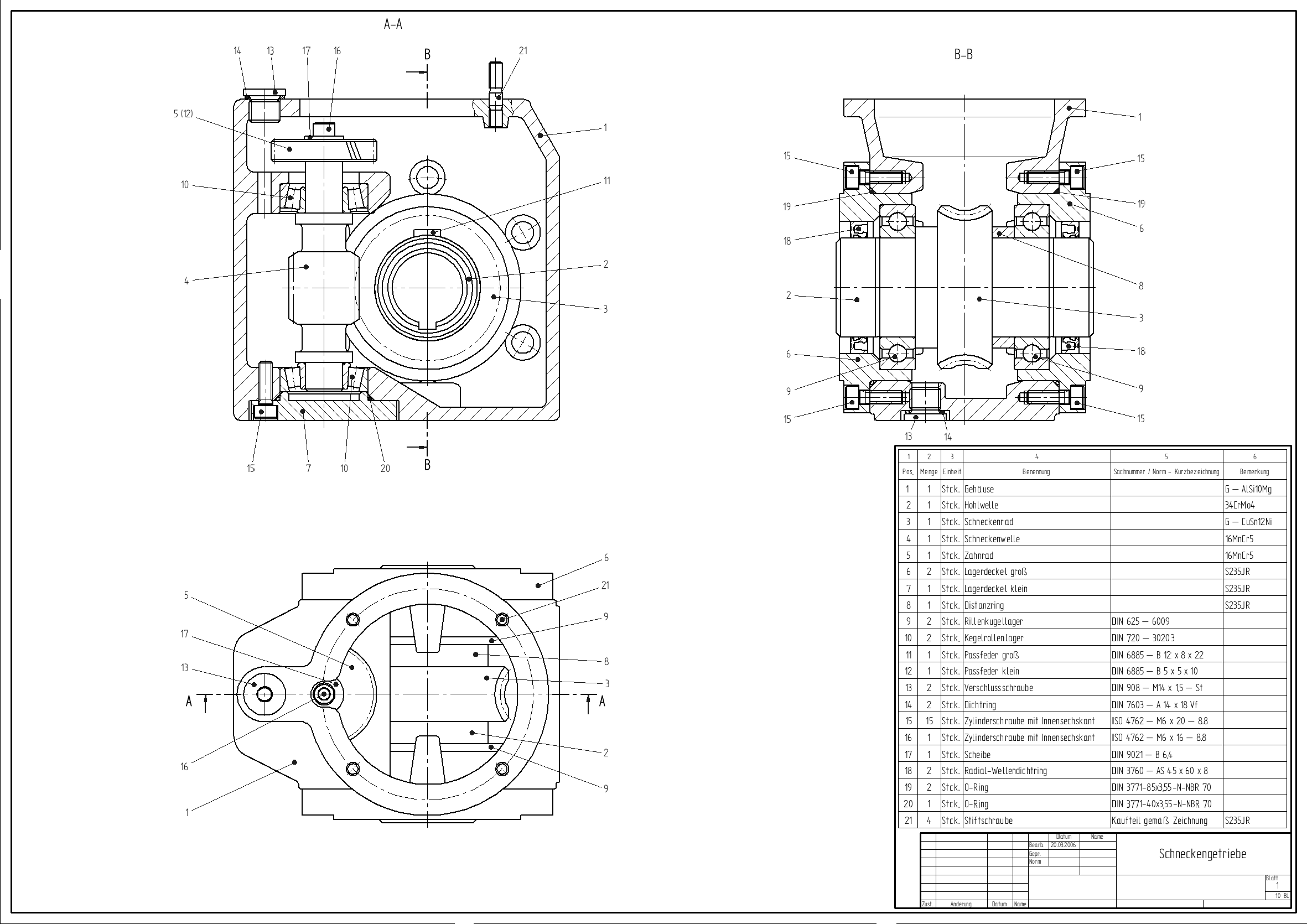
Csigahajtómű CAD programmal készített összeállítási rajza.

Computer-aided design (CAD) rendszer alatt több, számítógépen alapuló eszközt értünk, mely a mérnököket és más tervezési szakembereket tervezési tevékenységükben segíti. A jelenleg használatos CAD programok a 2D (síkbeli) vektor-grafika alkalmazásán rajzoló rendszerektől a 3D (térbeli) parametrikus felület- és szilárdtest modellező rendszerekig a megoldások széles skáláját kínálják. Napjainkban a CAD szoftverek az építőmérnökök, építészmérnökök és a gépészmérnökök legalapvetőbb tervezőeszközei.

## Bevezetés
A CAD-et gyártmányok tervezésére és fejlesztésére használják, ezek olyan termékek lehetnek, melyek vagy közvetlenül végfelhasználókhoz kerülnek, vagy közbenső termékek, melyeket más gyártmányokhoz használnak fel. A CAD-et széleskörűen használják alkatrészek gyártására szolgáló gépek és szerszámok tervezésére is. CAD-et használnak a mérnöki tevékenység teljes területén a koncepcionális tervezéstől a részletszerkesztésen és analízisen keresztül a gyártási módszerek meghatározásáig bezárólag.

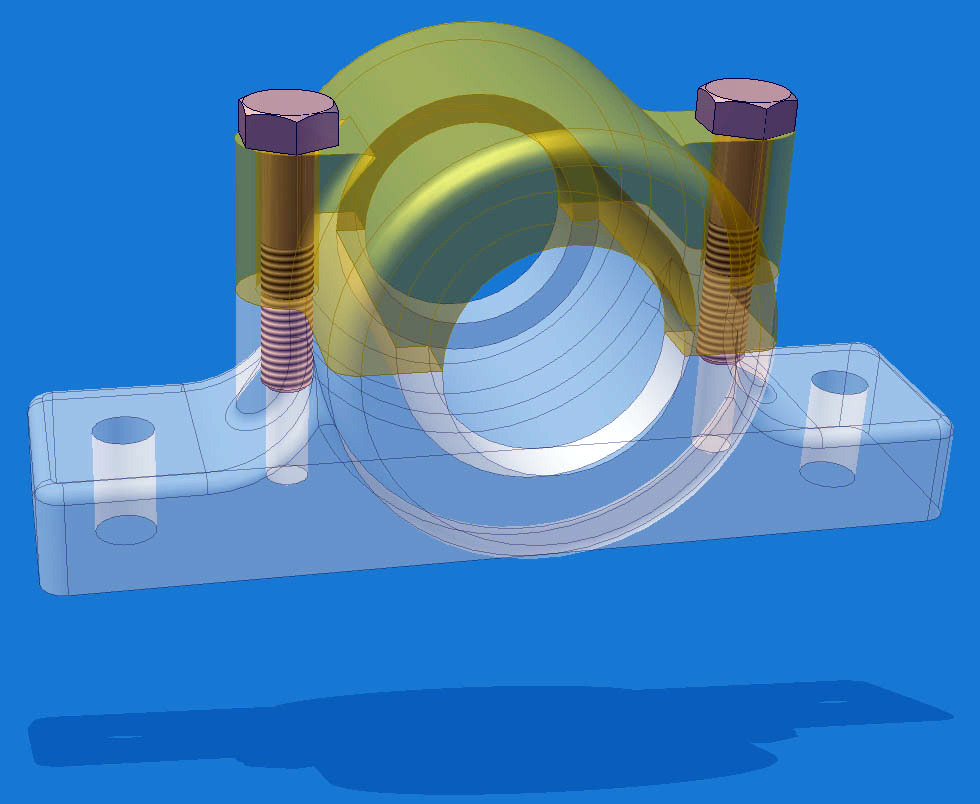
Csapágyház 3d modellje Autodesk Inventor CAD programban

A CAD bevezetése és elterjedése az iparban a tervezési folyamat egyszerűsítését, munkaidő megtakarítást, a tervek minőségének jelentős javulását eredményezte. A hagyományos tervezési munkát egy vezető tervező (mérnök), részlettervező(k) (középfokú végzettségű technikusok) végezték, a megtervezett, ceruzával megrajzolt rajzokat szakmunkás státusú műszaki rajzolók húzták ki tussal, hogy fénymásolható állapotba hozzák. A CAD bevezetése után a rajzolók munkája feleslegessé vált, ez a szakma teljesen megszűnt, de a technikusok munkáinak nagy részét is közvetlenül a mérnök vette át, anélkül, hogy többlet terhelés merülne fel.

## Az alkalmazás területe
- Építészet-AEC (Architecture Engineering and Construction)
- Építőmérnöki tervezés
- Gépészet, például:
  - Gépkocsi ipar
  - Repülőgépek és űreszközök
  - Fogyasztási cikkek
  - Szerszámgépek
  - Hajógyártás
- Villamosgépek és elektronika
- Gyártás tervezés
- Könnyűipar

stb.

## Általános 2D CAD szoftverek
Történetileg az első CAD szoftverek 2D rajzolóprogramok voltak. Ezek tulajdonképpen egy intelligens rajztábla funkcióját töltik be. Legismertebb és világszerte leggyakrabban használt képviselőjük az asztali számítógépekre készült AutoCAD, mely ma a világ legelterjedtebb CAD szoftvere. Ezeknek a szoftvereknek ma is van létjogosultságuk, ugyanis lehetővé teszik azt, hogy különböző szakmák is használják. Egy olajfinomító tervezését például az AutoCAD-ben a következőképpen dolgozhatnak az egyes szakmai tervezők:
- Elkészíthetik a telep digitális térképét a meglévő papírtérképek és a geodéták helyszíni felmérése alapján.
- Ezt a rajzfájlt közvetlenül felhasználva elkészíthetik a telep diszpozícióját
- Ennek alapján építészeti tervek készíthetők
- Az egyes objektumok engedélyezési és kiviteli tervei is elkészíthetők
- Az építészeti tervek a statikai tervek kiindulópontja lehetnek
- A gépészeti tervek (például csővezeték) a diszpozícióból kiindulva fejleszthetők
- Az elrendezési tervek alapján a nyomástartó edények gyártási dokumentációja is elkészíthető

... és így tovább.
A 2D-s CAD programok kibővíthetők szakmai részekkel, melyek az egyes szakágak tervezési sajátosságait segítik, anélkül, hogy a korábbi rajzokkal elvesztenék a kompatibilitást.
A 2D szoftverek lehetővé teszik a példában szereplő komplex objektum tervezését egyidejűleg tervezhesse több tervező akár földrajzilag távoli helyeken és a mindenkori tervegyeztetés interneten keresztül azonnal végbemehessen.

## Gépészet

Alkatrész tervezése 3D CAD program. Jobbra fenn az alaksajátosságok családfája látható

Legegyszerűbb esetben 2D rendszert használnak, amellyel hagyományos műszaki rajzok állíthatók elő. Ez a módszer tulajdonképpen a régi rajztábla felváltása számítógéppel. Még ez az újítás is azt eredményezte, hogy feleslegessé tette a műszaki rajzolókat, akik a mérnök által készített terveket végső formába öltötték. Ezek a 2D rendszerek uralták a piacot az elmúlt 20 évben, ameddig nem kerekedtek felül a 3D alaksajátosság alapú modellezők. A munkadarab részeit vagy szabad formájú felület modellek vagy szilárdtest modellek vagy e kettő keverékét használó hibrid modellek segítségével szerkesztik. Ezekből az egyedi rész-modellekből egy 3D reprezentációban állítják össze a végső terméket, ez a módszer az ún. alulról felfelé tervezés. Az összeállítás modelleken ütközésvizsgálatot lehet végrehajtani, mely segítségével igazolhatjuk, hogy a termék az alkatrészekből összerakható és terv szerint illeszkednek egymáshoz a komponensek, valamint kinematikai és dinamikai analízis is végrehajtható. Végeselemes analízis (FEA) is alkalmazható az alkatrészekre és az összeállításra, melynek segítségével a szilárdsági, dinamikai, termikus, áramlástani stb. viszonyok ellenőrizhetők. Az elmúlt néhány év alatt kifejlesztettek olyan módszereket és technológiákat, melyek segítségével a felülről lefelé tervezés is megvalósítható. Ezen azt kell érteni, hogy a tervezés egy vázlatos diszpozícióból indul ki, melyből fokozatos finomítás útján egyre részletdúsabb terveket alakít ki a tervező, végül eljut a termék teljes részletességű műszaki dokumentációjáig. A 3D modelleket általában 2D műszaki rajzok automatikus vagy félautomatikus generálásához használják, de egyes esetekben a technológiai terv (például szerszámgépek CNC programja) műszaki rajz közbeiktatása nélkül, közvetlenül a 3D-s modellből készül megfelelő CAM szoftver segítségével. A fejlődés a műszaki rajz kiiktatása irányába tart, ezt CAM, CNC, gyors prototípus-készítés és más módszerek segítik.

## Építészet
Ezen a területen igen változatos szoftverek használatosak, általában azonban az eredmény grafikai alapú, melyet aztán fel lehet használni koncepcionális tervezésre, a fontosabb jellemzők ellenőrzésére, esetleg részletes dokumentáció készítésére. Példa lehet erre egy szerkezet-tervező szoftver, melynek segítségével acélszerkezetű csarnokok tervezését lehet elvégezni, megállapítani a főbb méreteket és olyan szilárdsági ellenőrzéseket lehet végezni, mint a szélterhelés és földrengés állóság. A program kimenete a főbb méretek, a fontosabb anyagok listája és olyan mélységű geometria, hogy az kiinduló adat lehessen egy rajzoló szoftver számára.
A számítógépes rajzoló program ezzel szemben kizárólag a műszaki rajz kivitelezésére alkalmas eszköz, mellyel egyszerűen ki lehet váltani a hagyományos rajztáblát. Az ilyen program bemenete az előzetes számítások eredménye, korábban elkészített részletrajzok, térképek, fotók vagy egyszerűen a tervező szabadkézi vázlatai. Az operátor feladata mindössze az, hogy ezeket a nem egynemű forrásokat egybeolvassza, és olyan műszaki dokumentációt szerkesszen, melynek alapján a felhasználandó anyagok, szerelvények listája és költségvetés, végül a részletrajzok legyenek elkészíthetők.
A számítógéppel segített építészeti szoftverek köre jelenleg széles, magába foglalja az építészeti, épületgépészeti, épületvillamossági, belső építészeti és építőmérnöki modulokat és olyan szolgáltatásokat is érint, mint a 3D számítógépes építészeti tervezés, épületek virtuális körüljárásáról animáció készítése stb.
A számítógépes rajzolást több rokon terület is használja, például az általános mérnök utak, vasutak, vízelvezetés és csatornahálózat tervezésére, térképészet és kartográfia stb.
A kimenő adatokat olyan rendszerek használják, mint például a facility management.

## Villamos és elektronikus tervezés
Az elektronikus tervezés feladata többek között nyomtatott áramkör tervezés, intelligens huzalozás és alkatrész csatlakoztatás.

## Története
A tervezők régóta használnak munkájukhoz számítógépet. A kezdeti lépéseket az 1960-as években tette meg a repülőgép és gépkocsi ipar a 3D felülettervezés és az NC technológia terén. Ezek a kezdeti próbálkozások egymással semmiféle kapcsolatban nem álltak és közzétételük sok esetben csak sokkal később történt meg. A görbék matematikai leírására az első lépéseket már az 1940-es évek elején megtette Isaac Jacob Schoenberg, Apalatequi (Douglas Aircraft) és Roy Liming (North American Aircraft), azonban a polinomokkal leírható görbékről és szoborfelületekről szóló legértékesebb munkákat Pierre Bezier (Renault), Paul de Casteljau (Citroën), S.A. Coons (MIT, Ford), James Ferguson (Boeing), Carl de Boor (GM), Birkhoff(GM) and Garabedian(GM) készítette az 1960-as és W. Gordon (GM) és R. Riesenfeld az 1970-es években.
A CAD rendszerek fejlődésében fordulópontot jelentett a SKETCHPAD rendszer megalkotása a MIT-ben. Ez Ivan Sutherland nevéhez fűződik és lényege az volt, hogy először itt jelent meg az a lehetőség, hogy a tervező a grafikus rendszerbe közvetlenül beavatkozhasson (interakció). Ebben a rendszerben ez egy katódsugárcső és fényceruza segítségével valósult meg. Ténylegesen itt jelent meg először a grafikus interface, ami a modern CAD rendszerek nélkülözhetetlen eszköze.
Az első kereskedelmi forgalomba került rendszereket a nagy cégek fejlesztették a gépkocsi, repülőgép és elektronikai iparban. Csak a legnagyobb cégek engedhették meg maguknak a számítások elvégzéséhez szükséges nagy teljesítményű számítógépek alkalmazását. Figyelemreméltó projekt volt a General Motors-nál (Dr. Patrick J. Hanratty) DAC-1 1964-ben, a Lockheed-ben a BELL GRAFIC 1 és a Renault-nál (Bezier) a UNISURF 1971 karosszéria és szerszámtervező program.
Ahogy a számítógépek fokozatosan egyre olcsóbbak és könnyebben kezelhetők lettek, úgy terjedt el a CAD alkalmazása gyakorlatilag minden mérnöki tervezésre. Fontos lépés volt a személyi számítógépek megjelenése. Ugyancsak kulcsfontosságú volt a nagy számítástechnikai cégek bekapcsolódása a fejlesztésbe (United Computing, Intergraph, IBM) az 1960-as és 70-es években.
1981-ben megjelentek a szilárdtest modellező programok (például Romulus és Uni-Solid) valamint a Dassault felület-modellezője, a CATIA. Az Autodesk céget 1982-ben alapította John Walker, az ő programjuk a 2D rajzoló AutoCAD lett. A következő mérföldkő az 1988-ban megjelent Pro/Engineer, melyhez az alaksajátosság alapú modellezés bevezetése fűződik. Ugyancsak itt kell megemlíteni a B-rep szilárdtest modellező matematikai programcsomagok (grafikus motorok) megjelenését (Parasolid és ACIS) az 1990-es évek elején. Ez vezetett a közepes bonyolultságú szoftverek megjelenésére (Solid Works 1995, Solid Edge 1996).

## CAD rendszerek szolgáltatásai
- Drótvázas geometria képzés
- 3D parametrikus alaksajátosságon alapuló modellezés, szilárdtest modellezés
- Szabad formájú felületmodellezés
- Automatikus összeállítás modellezés, melyek összetevői alkatrészek vagy más összeállítások lehetnek
- Műszakirajz-készítés a szilárdtest modellből
- Tervrészletek újbóli felhasználása
- A modell könnyű változtathatósága és változatok készíthetősége
- Szabványos alkatrészek automatikus generálása
- Tervek hozzáigazítása tervezési szabályokhoz és specifikációkhoz
- Tervek szimulációja legyártandó prototípusok elkészítése nélkül
- Műhelyrajzok és darabjegyzékek készítése
- Lehetőség arra, hogy más szoftverekkel adatot lehessen cserélni (export, import)
- Tervezési adatok kiadása közvetlenül a gyártás felé
- Közvetlen kapcsolat a gyors prototípus és gyors gyártás rendszerek felé
- Alkatrészek és összeállítások könyvtárának kezelése
- Tömeg és tehetetlenségi nyomaték számítás
- Ábrázolási segítségek biztosítása (sraffozás, elfordítás, takart vonalak eltávolítása stb.)
- Kétirányú parametrikus asszociativitás (az összes sajátosság oda-vissza történő módosíthatósága a teljes tervezési munka folyamán)
- Kinematika, ütközésvizsgálat, tűrésanalízis
- Lemezalkatrészek tervezése
- Flexibilis csövek, kábelek tervezése
- Elektromos alkatrészek kábelezése

stb.

## CAD programok
- ArchiCAD
- Onshape
- ARCHLine
- AutoCAD, Autodesk Inventor, Autosketch, az AutoDesk cég CAD programjai.
- BRL-CAD, nyílt forráskódú 3d-s CAD szoftver
- CATIA
- IntelliCAD
- Microstation
- OrthoGraph
- Plant Design Management System
- Pro/Engineer
- progeCAD
- QCad
- SketchUp
- Solid Edge
- SolidWorks
- Unigraphics, NX4
- TopSolid
- VectorWorks
- Assyst
- Shapr3D